# ريتشارد وول ليمان
ريتشارد وول ليمان (بالإنجليزية: Richard Wall Lyman)‏ هو مؤرخ واقتصادي أمريكي، ولد في 18 أكتوبر 1923 في فيلادلفيا في الولايات المتحدة، وتوفي في 27 مايو 2012 في بالو ألتو في الولايات المتحدة.

## وصلات خارجية
- ريتشارد وول ليمان على موقع إن إن دي بي (الإنجليزية)